# Callogorgia flabellum
Callogorgia flabellum is een zachte koraalsoort uit de familie Primnoidae. De koraalsoort komt uit het geslacht Callogorgia. Callogorgia flabellum werd in 1834 voor het eerst wetenschappelijk beschreven door Ehrenberg. 